# تپه لاس (گرد لاس)
تپه لاس (گرد لاس) مربوط به اواسط هزاره دوم قبل از میلاد است و در مه‌آباد (فیروزکوه)، منطقه منگورشرقی مه‌آباد واقع شده است. این اثر در تاریخ ۱۷ خرداد ۱۳۳۵ با شمارهٔ ثبت ۱۲۴۱ به‌عنوان یکی از آثار ملی ایران به ثبت رسیده است.